# گمینا مورانگ

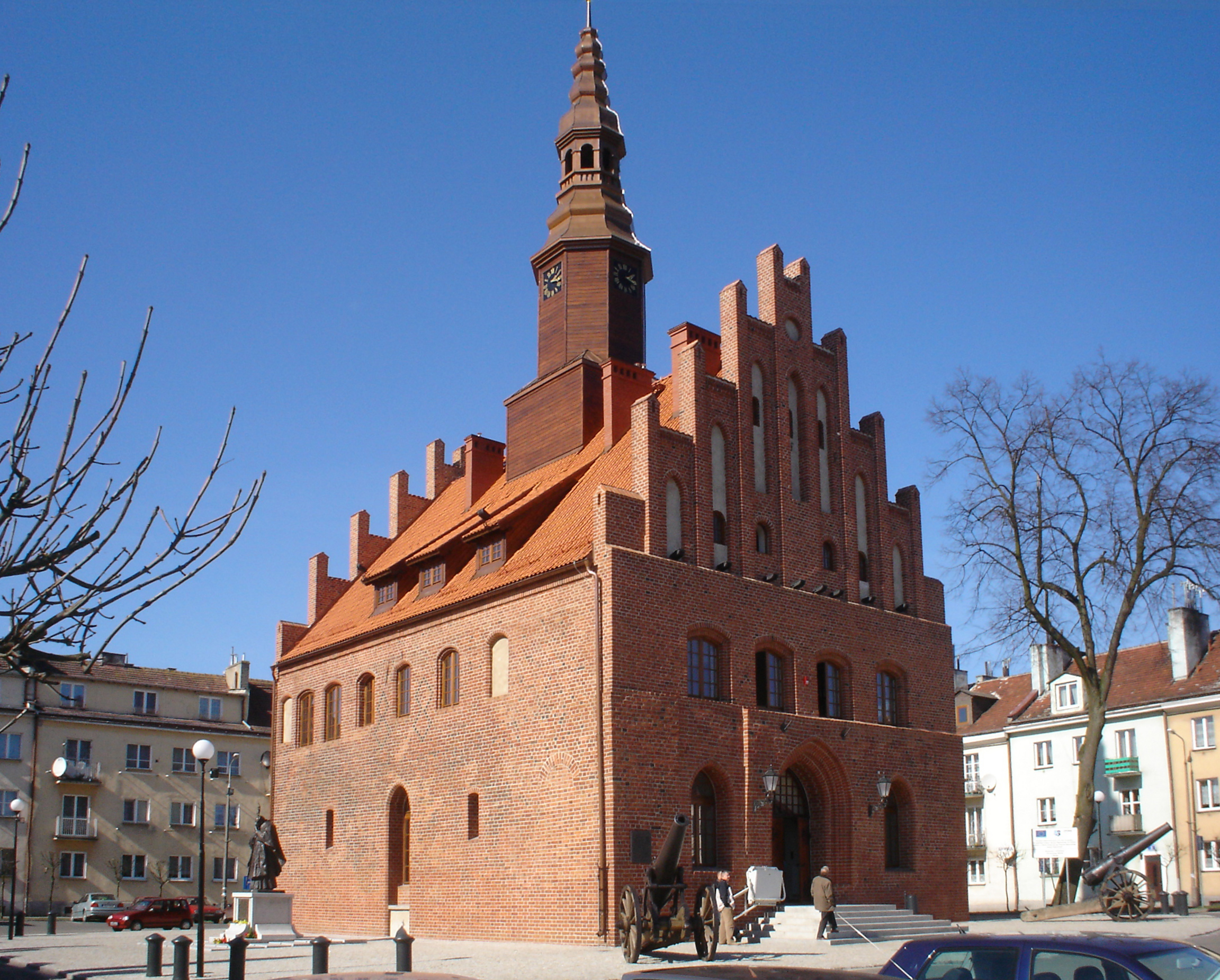
گمینا مورانگ

گمینا مورانگ (به لهستانی:  Gmina Morąg) یک گمینا در لهستان است که در شهرستان اوسترودا واقع شده‌است. گمینا مورانگ ۳۱۰٫۵۵ کیلومتر مربع مساحت و ۲۴٬۸۸۶ نفر جمعیت دارد.